# Ralph Waldo Emerson
Ralph Waldo Emerson (25. května 1803 Boston – 27. dubna 1882 Concord, Massachusetts) byl americký unitářský duchovní, esejista, básník a filosof. Byl vůdčí postavou hnutí transcendentalistů, americké verze romantismu se zvláště blízkým vztahem k přírodě.

## Mládí

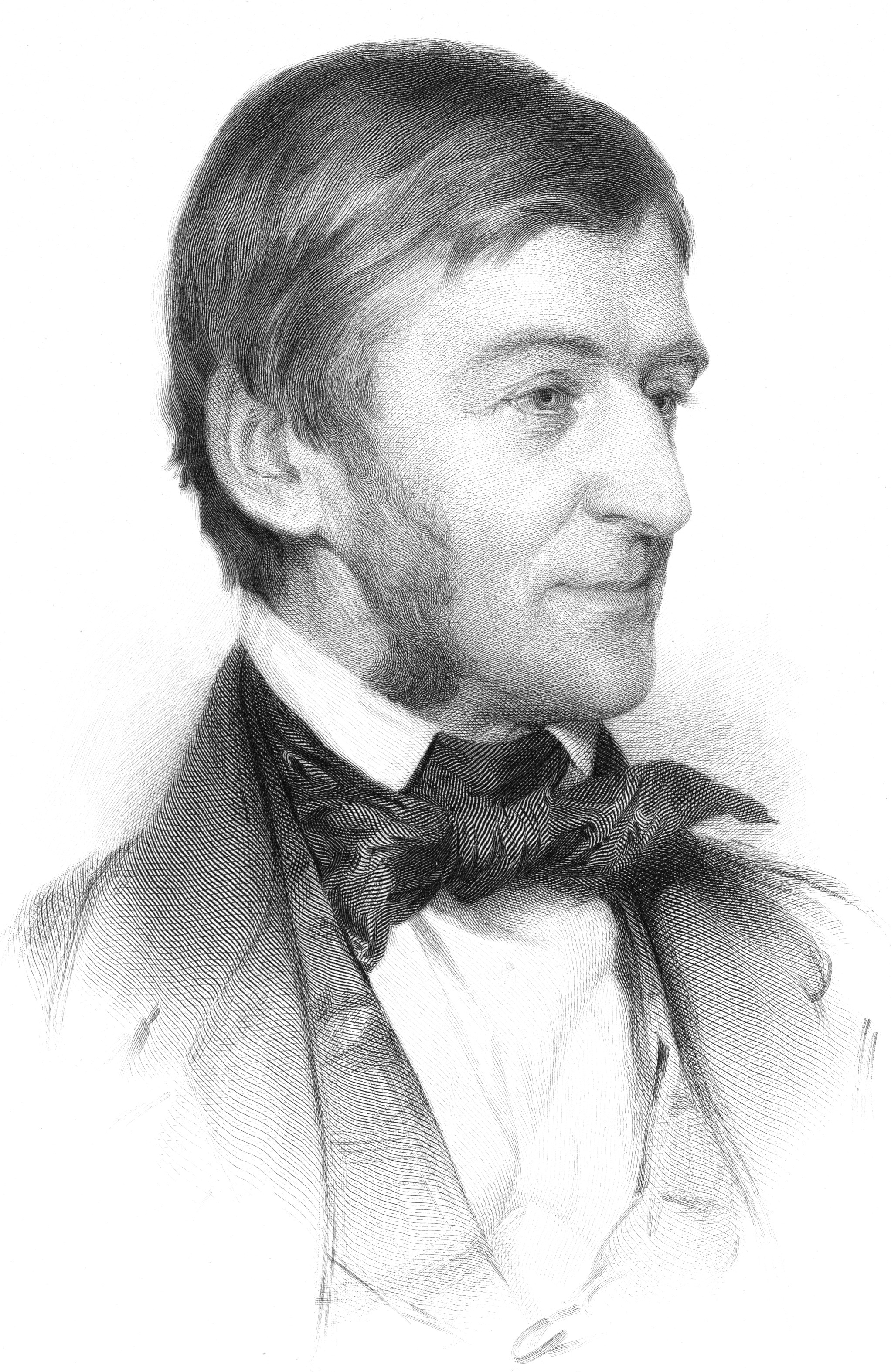
Ralph Waldo Emerson

Emerson se narodil v Bostonu, stát Massachusetts, v rodině unitářského kazatele Williama Emersona a Ruth Haskinsové. Jeho otec roku 1811 zemřel a o Emersonovo vzdělávání se starala jeho teta Mary Moody Emerson. V říjnu 1817, ve věku 14 let, Emerson nastoupil na Harvardovu univerzitu a stal se „zpravodajem“ prvního ročníku, takže byl osvobozen od poplatků. Roku 1821 ukončil studium, pracoval jako učitel i v různých jiných zaměstnáních a začal studovat na bohoslovecké fakultě Harvardovy univerzity (Harvard Divinity School). Roku 1826 získal licenciát a v roce 1829 se stal kazatelem Druhého unitářského sboru v Bostonu. Téhož roku se oženil s Ellen L. Tuckerovou, ta však již roku 1831, ve věku 20 let, zemřela na tuberkulózu. Její smrt ho těžce zasáhla a navíc se začal rozcházet se svou církví a v roce 1832 se vzdal místa kazatele.
Po první ženě zdědil slušný majetek, takže byl finančně nezávislý. V roce 1833 podnikl velkou cestu po Evropě, na ní se setkal s Williamem Wordsworthem, S. T. Coleridgem, J. St. Millem a zejména s Thomasem Carlylem, s nímž zůstal v přátelských stycích až do jeho smrti. Po návratu do Spojených států koupil dům v Concordu (dnes je zde jeho památník), oženil se s Lydií Jackson a měl s ní čtyři děti.

## Literární kariéra
V září 1836 Emerson anonymně uveřejnil svůj první esej „Příroda“ (Nature) a s dalšími stejně smýšlejícími intelektuály založil Transcendental club, který se stal centrem jejich transcendentalistického hnutí. Roku 1837 měl pro studentský klub slavnou přednášku „Americký učenec“, kde vyzýval posluchače, aby se snažili o literární nezávislost na Evropě. Téhož roku se spřátelil s Henry Davidem Thoreau a o rok později na pozvání Harvard divinity school proslovil proslulou přednášku Divinity school address, kde odmítl biblické zázraky i Ježíšovo božství, což vzbudilo velké pohoršení, a dalších 30 let nebyl na Harvard pozván.
V letech 1840–1844 vydával s přáteli časopis The Dial, kde publikovala řada mladých autorů v čele s Thoreauem. V roce 1842 zemřel na záškrt Emersonův nejstarší syn a Emerson vyjádřil svoji žalost básní Threnody. Téhož roku vydal esej „Zkušenost“ a stal se kmotrem Williama Jamese. Emerson byl vyhledávaný řečník a míval až 80 veřejných přednášek ročně po USA i ve Velké Británii, což mu přinášelo slušný příjem.
Ve 40. letech 19. stol. četl Emerson francouzského filosofa Victora Cousina, který v něm vzbudil zájem o indickou filosofii a zejména o Védy, jež ho silně ovlivnily. Když roku 1855 vydal Walt Whitman sbírku „Stébla trávy“, Emerson ji nadšeně uvítal a pomohl Whitmanovi k úspěchu; později byl vůči němu kritičtější. V 60. letech 19. stol. se připojil k hnutí za osvobození otroků a po počátečním váhání vřele podporoval Abrahama Lincolna. V roce 1862 zemřel Thoreau a o dva roky později Hawthorne. Ztráta přátel Emersona citelně zranila a koncem 60. let začal ztrácet paměť. V roce 1872 vyhořel jeho dům a i když se přátelé rychle složili na jeho obnovení, byla to další rána. V roce 1873 podnikl ještě velkou cestu do Egypta a do Evropy a o rok později vydal antologii básní svých přátel, ale brzy nato musel zanechat přednášení. V dubnu roku 1882 se na procházce nachladil a během týdne zemřel na zápal plic. Je pohřben na hřbitově Sleepy Hollow v Concordu.

## Závěr
Emerson byl vynikající řečník, dokázal své posluchače nadchnout svým vystupováním i názory. Jeho názory, silně ovlivněné německým idealismem a později také indickou literaturou, platily v jeho době za velmi radikální. Emerson byl náročný a těžko srozumitelný spisovatel, a přesto lákal právě odvahou svých myšlenek spíš než jasností a určitostí. Měl blízko k odkazu romantismu a jeho přesvědčení bylo spíše panteistické než křesťanské. Herman Melville, ač si ho velmi vážil, po setkání s ním roku 1849 soudil, že „mu něco chybí v srdeční krajině“.
Svým vztahem k přírodě, důsledným zaujetím pro osobní svobodu a nekompromisním individualismem Emerson na dlouho ovlivnil americký intelektuální život. Podle H. Blooma ovlivnil i obsah a představy nových amerických náboženství 19. století (Christian Science, mormoni, adventisté). Harvardova univerzita po něm pojmenovala jednu ze svých budov (Emerson Hall) a v kapli Harvard Divinity School je instalována pamětní deska připomínající jeho řeč z roku 1838.

## Citáty
- „Nespokojenost je nedostatek sebedůvěry. Je to choroba vůle.“ —  Essays: Self-reliance
- „Budeš mít radost anebo moc, řekl Bůh. Ne obojí najednou.“ — Journals, říjen 1842
- „Demokracie je vláda tyranů korigovaná novináři.“
- „Nejde o délku života, nýbrž o jeho hloubku.“

V díle Essays: First series definoval myšlenku "zákona kompenzace" takto:
- „Za vše, co ztratíme, získáme něco jiného; a za vše co získáme, něco jiného ztratíme.“

## Dílo
výběr
Emersonovo prozaické dílo zahrnuje:
- Nature, 1836 (Příroda)

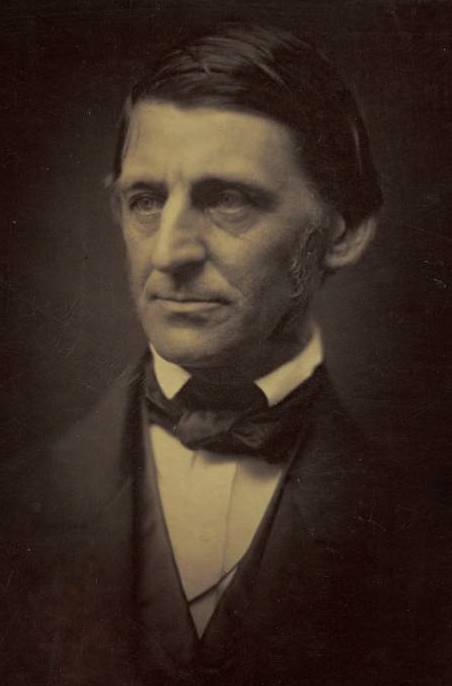
Southworth & Hawes: Ralph Waldo Emerson, 1857

- The American scholar, 1837 (Americký učenec)
- Address to the Divinity school, 1838 (Řeč k bohoslovecké fakultě)
- Essays: First series, 1841 (Eseje: První řada; zahrnuje „Náhrada“, „Sebedůvěra“[4], „Kruhy“)
- Transcendentalist, 1841 (Transcendentalista)
- Essays: Second series, 1844 (Eseje: Druhá řada; zahrnuje „Básník“, „Zkušenost“, „Politika“)
- Representative men, 1850; (Reprezentativní muži; obsahuje eseje o Platónovi, Swedenborgovi, Montaignem, Shakespeareovi, Napoleonovi a Goethovi)
- English traits, 1856 (Anglické rysy)
- The conduct of life, 1860 (Vedení života; v eseji „Osud“: „síly“, jež nás ovlivňují)[5]
- Society and solitude, 1870 (Společnost a samota)

Emerson také psal a překládal básně. Vydal sbírky:
- Poems, 1847 (Básně)
- Mayday, 1867 (Májový den a jiné básně)
- Selected poems, 1876 (Vybrané básně).